# Ходорович, Николай Александрович
Николай Александрович Ходорович (1857—1936) — русский военный деятель, генерал от инфантерии (1917).
Командующий войсками Киевского военного округа (1916—1917).

## Биография
В службу вступил в 1877 году, в 1879 году после окончании Константиновского военного училища произведён в подпоручики и определён в Литовский лейб-гвардии полк. В 1880 году переименован в прапорщики гвардии, в 1883 году в подпоручики гвардии, в 1885 году в поручики гвардии, в 1890 году в штабс-капитаны гвардии.
В 1890 году после окончания Николаевской военной академии по I разряду произведён в капитаны ГШ с назначением старшим адъютантом штаба 1-й Донской казачьей дивизии. С 1892 года помощник старшего адъютанта, с 1894 года старший адъютант штаба Варшавского военного округа. В 1894 году произведён в подполковники, в 1898 году произведён в полковники. С 1901 года назначен начальником штаба 33-й пехотной дивизии. С 1904 года командир Луцкого 165-го пехотного полка. С 1904 года участник Русско-японской войны, начальник тыла и с 1905 года начальник военных сообщений 3-й Маньчжурской армии. В 1905 году «за боевые отличия» произведён в генерал-майоры.
С 1906 года начальник военных сообщений Киевского военного округа. В 1911 году «за отличие по службе» произведён в генерал-лейтенанты с назначением начальником штаба Омского военного округа. С 1914 году участник Первой мировой войны. С 1914 года начальник штаба, с 1915 года помощник командующего и с 1916 года командующий войсками Киевского военного округа. В 1917 году произведён в генералы от инфантерии.
С 1917 года состоял в резерве чинов при штабе Петроградского военного округа. С 1918 года состоял на учёте чинов при Армии Украинской державы. С 1919 года находился в распоряжении главнокомандующего ВСЮР А. И. Деникина. С 1920 года в эмиграции. С 1930 года начальник IV отдела РОВС.
Умер 21 июля 1936 года в Праге, похоронен с воинскими почестями на Ольшанском кладбище.